# Остров Тилло
О́стров Ти́лло — остров архипелага Земля Франца-Иосифа. Административно относится к Приморскому району Архангельской области России.

## Расположение
Расположен в юго-восточной части архипелага в 4 километрах к югу от острова Земля Вильчека в группе из четырёх близлежащих малых островов, кроме него — остров Деревянный, Дауэс и Мак-Культа.

## Описание
Имеет вытянутую форму длиной около 500 метров. Значительных возвышенностей на острове нет, территория полностью свободна ото льда.
Назван в честь российского географа, картографа и геодезиста, генерал-лейтенанта Алексея Тилло.

## Топографические карты
Лист карты U-41-XXXI,XXXII,XXXIII Земля Вильчека. Масштаб: 1 : 200 000. Издание 1965 г.